# 魔女之泉3
《魔女之泉3》是Kiwiwalks開發的一款角色扮演遊戲，本作是魔女之泉系列第三部作品，於2017年10月27日在手機平台上發行。2020年12月17日，遊戲重製版《魔女之泉3 Re:Fine -玩偶小魔女艾露迪的故事-》登陸任天堂Switch。

## 劇情
故事發生在一個人類消滅了神明主宰世界的奇幻大陸，神明在人間的後代被污衊成「魔女」，受到人類的迫害。魔女艾露迪，為了躲避人類的追捕而隱居在森林中，艾露迪從小與玩偶為伴，並能使用靈魂石讓玩偶活動起來。某日，艾露迪偶遇了當地領主之子艾德，兩人一見鐘情。艾露迪在得知艾德母親患病後，冒險前往領地為其治療，期間還擊退了襲擊村莊的古龍，贏得領民的擁護，不過也暴露了魔女的身份。艾德之父里格為了狩獵魔女，殺害了領地村莊的村長，逼迫村民反對魔女。根據玩家之前的選擇，艾露迪會以不同態度應對。善良路線，艾露迪選擇繼續相信人類，擊敗了與古龍聯手，脅迫村民的里格。艾德也出任新領主，與艾露迪告白交往。黑暗路線，艾露迪不再相信人類，大肆殺戮人類，並用靈魂石吸取人類靈魂。

## 玩法
《魔女之泉3》是一款3D角色扮演冒險遊戲。遊戲延續了前作《魔女之泉2》的主要玩法，玩家扮演魔女艾露迪，角色通過鍛煉和戰鬥變強。不同於前作可以無限進行鍛煉，該作隨著遊戲進程累積鍛煉次數，每輪鍛煉為五天，每天可以安排各類提升角色屬性的鍛煉。隨著角色屬性提升，艾露迪會不斷學得新的戰鬥技能。戰鬥技能分劍術和魔法兩類，與前作相比增加了「魔劍」玩法，可以消耗魔法值給劍術攻擊帶來增益。前作的寵物系統改造成玩偶系統，擊殺敵人可以充能靈魂石，靈魂石積累的能量用於激活和強化艾露迪製作的玩偶，玩偶能參與戰鬥，戰鬥時最多同時登場三個玩偶。內置的魔女日誌會給出任務指引，玩家完成任務即可推動劇情。

## 開發及發行
《魔女之泉3》是魔女之泉系列第三部作品，Jang Suyoun擔任製作人。遊戲世界觀延續前兩作的故事背景，部分舊作的角色也會登場，故事舞台發生在另一片大陸。玩法方面，該作取消了前作的100天時間限制設計，舊作的寵物系統改成玩偶系統。劍術戰鬥系統增加了魔法效果，增加新的魔法劍術技能體系。角色設計方面，Jang Suyoun為系列每位主人公設計不同性格，其中新作主人公設定上藏身在「安安静静的迷雾山谷」，所以性格冷淡，「寡言少语」。主人公居所比前作的更大，還設計了能讓角色走動的地下室場景。主角名字「艾露迪」（Eirudy）是「眼睛」（Eye）和「紅寶石」（Ruby）的合成詞。美術方面，角色由Jang Suyoun完成概念藝術後，再交由美術繪製立繪等素材。Jang Suyoun為了確保不同手機上的美術表現一致，進行了多輪測試和對比，同時根據手機熒幕常用的IPS和AMOLED兩種技術，各作出了獨立調整，讓其表現上更為自然。遊戲發售前三個月，為了追趕更換美術負責人導致的延期，確保遊戲能全球同步發行，製作組加快了開發進度，這段時間Jang Suyoun每天只睡2到3小時。
2017年1月18日，Kiwiwalks在一次招募遊戲美術的公告中，披露將開發魔女之泉系列的新作。2017年4月的第二屆Google獨立遊戲節上，Kiwiwalks首度公開《魔女之泉3》。2017年4月7日，Kiwiwalks在Naver cafe上宣佈遊戲預計在同年9月推出。同年5月，遊戲在TapTap開放預約。由於前作《魔女之泉2》在中國大陸的銷量不俗，Jang Suyoun在該作宣傳上更關注中國大陸市場，並出席同年7月舉行的ChinaJoy宣傳作品。2017年10月27日，遊戲在Google Play、App Store和TapTap發售，支持韓文、英文、日文、簡體中文和繁體中文。2018年1月，Kiwiwalks為遊戲更新二周目模式，增加了新劇情和道具等內容。2020年12月17日，由STUDIO ARTDINK開發的遊戲重製版《魔女之泉3 Re:Fine -玩偶小魔女艾露迪的故事-》登陸任天堂Switch。

## 反響及評價

### 評價
遊戲在開發階段，在2017年的第二屆Google Play獨立遊戲節上獲評為最佳作品前十名。入選韓國遊戲人基金會（게임인재단）主辦的第十八屆「加油！遊戲人獎」（힘내라! 게임人상）。發售後，11月獲得OGN舉辦的G-Rank月度評選為「Challenge Seoul」，還獲得同年OGN舉辦的2017年度G-Rank首爾的大獎。在Google Play 2018上獲評為「最佳獨立製作遊戲」，遊戲在TapTap評分為8.9分（滿分10分）。Thisisgame將該作評為2017年十大手機遊戲之一。4gamer.net編輯H.H也將該作評為2017年最佳手機遊戲，他認為該作遊玩門檻低，不需要前作的經驗，容易上手。
劇情方面，遊戲葡萄編輯龙之心發文稱遊戲的多結局設計是遊戲亮點，遊戲根據玩家遊玩期間的選擇進入不同結局，給玩家帶來「更广的操作与遐想空间」，能增加「游戏的代入感」。17173网編輯稱讚結局的設計「让人有感触」，同時也批評角色塑造和劇情發展「生硬」，女主角和男主角的情感發展「缺少更合理的铺垫」，造成各個結局都「让人不爽」。玩法方面，龙之心認同製作組的玩偶系統的玩法創新，同時也指出新玩法在操作上有很多可以改善的地方。另外，遊戲平衡性也不足，劍術技能明顯強於魔法技能，角色成長速度也過快，減少後期遊玩趣味。17173网編輯則認為「战斗系统设计得一般，表现力不够」。
本地化方面，17173网編輯表示遊戲官方中文翻譯不佳，有不少錯字。此外，17173网和遊戲葡萄均認為遊戲優化不足，一些小故障也影響遊玩體驗。

### 商業表現
遊戲發行後，首三日登上韓國App Store付費榜第一名，日本付費榜第二名，中國大陸付費榜第五名。TapTap上首週銷量超過11萬份，營收130萬人民幣。首月保持在韓國Google Play和App Store付費榜前五，不到一個月內，Google Play上銷量超過17萬份，App Store上銷量超過10萬份。